# Qvintus
Quintus eller Qvintus är ett romerskt mansnamn. Qvintus används för att bokstavera (på svenska) bokstaven Q. Det betyder "femte". Den feminina formen är Quinta.

## Kända personer med namnet Qvintus/Quintus
- Quintus Horatius Flaccus, poet, se Horatius
- Quintus Tullius Cicero